# Kabayan
Kabayan is een gemeente in de Filipijnse provincie Benguet op het eiland Luzon. Bij de laatste census in 2007 had de gemeente bijna 13 duizend inwoners.

## Geografie

### Bestuurlijke indeling
Kabayan is onderverdeeld in de volgende 13 barangays:
| - Adaoay - Anchukey - Ballay - Bashoy - Batan - Duacan - Eddet | - Gusaran - Kabayan Barrio - Lusod - Pacso - Poblacion - Tawangan |

## Demografie
Kabayan had bij de census van 2007 een inwoneraantal van 12.657 mensen. Dit zijn 313 mensen (2,5%) meer dan bij de vorige census van 2000. De gemiddelde jaarlijkse groei komt daarmee uit op 0,35%, hetgeen lager is dan het landelijk jaarlijks gemiddelde over deze periode (2,04%). Vergeleken met de census van 1995 is het aantal mensen met 2.147 (20,4%) toegenomen.

De bevolkingsdichtheid van Kabayan was ten tijde van de laatste census, met 12.657 inwoners op 243 km², 52,1 mensen per km².

## Ibaloi mummies
In grotten vlak bij Kabayan werden de gemummificeerde lichamen van overleden stamleiders van de Ibaloi bevolkingsgroep begraven. Deze graven werden uitgeroepen tot nationaal erfgoed.